# サダ (ア・コルーニャ県)

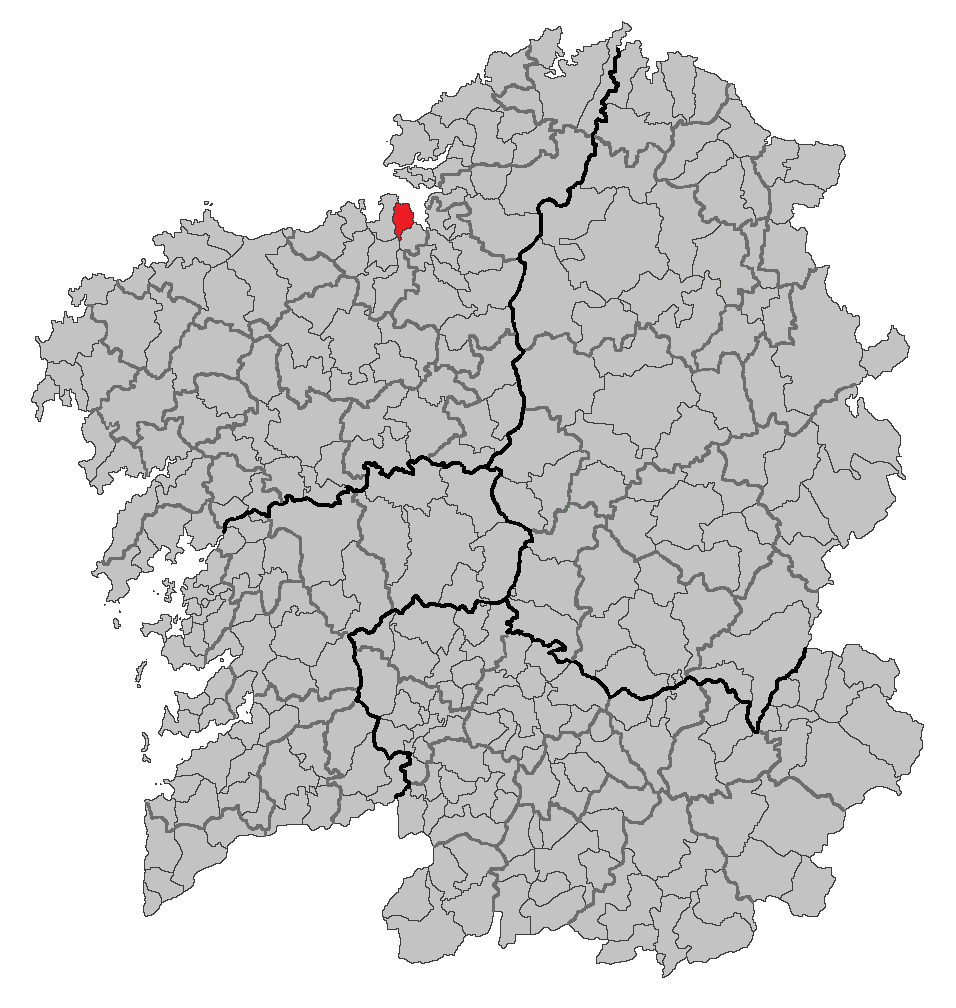

サダ（Sada）はスペイン、ガリシア州、ア・コルーニャ県の自治体。コマルカ・ダ・コルーニャに属する。ガリシア統計局によると、2011年の人口は14,870人（2010年：14,734人、2008年：14,036人、2007年:13,606人、2006年:13,134人、2005年:12,867人、2004年:12,453人）。住民呼称は、sadés/-esa、または男女同形のsadense。
ガリシア語話者の自治体住民に占める割合は88.74%（2001年）。

## 地理
サダはベタンソス司法管轄区に属す。

### 人口
| サダの人口推移 1900－2010                               |
|                                                         |
| 出典:INE（スペイン国立統計局）1900年 - 1991年、1996年 - |

## 政治
自治体首長はガリシア国民党（PPdeG）のエルネスト・アニード・バレーラ（Ernesto Anido Varela）、自治体評議員は、ガリシア民族主義ブロック（BNG）：6、PDSP（Partido Demócrata Sada Popular）：6、ガリシア国民党（PPdeG）：2、ガリシア社会党（PSdeG-PSOE）：2、ASU（Agrupación Sada Unida）:1となっている（2011年5月22日の自治体選挙結果、得票順）。
| 1999年6月13日自治体選挙 |        |        |          |
| 政党                    | 得票数 | 得票率 | 獲得議席 |
| PPdeG                   | 3,369  | 48.74% | 9        |
| EDEG-OV                 | 1,806  | 26.13% | 4        |
| PSdeG-PSOE              | 1,190  | 17.22% | 3        |
| BNG                     | 429    | 6.21%  | 1        |

| 2003年5月25日自治体選挙 |        |        |          |
| 政党                    | 得票数 | 得票率 | 獲得議席 |
| PPdeG                   | 3,085  | 39.37% | 8        |
| BNG                     | 2,082  | 26.57% | 5        |
| PSdeG-PSOE              | 884    | 11.28% | 2        |
| ASU                     | 746    | 9.52%  | 1        |
| URG                     | 638    | 8.14%  | 1        |
| NE                      | 272    | 3.47%  | 0        |

| 2007年5月27日自治体選挙 |        |        |          |
| 政党                    | 得票数 | 得票率 | 獲得議席 |
| BNG                     | 2,805  | 34.23% | 6        |
| PDSP                    | 2,542  | 31.02% | 6        |
| PSdeG-PSOE              | 859    | 10.48% | 2        |
| PPdeG                   | 857    | 10.46% | 2        |
| ASU                     | 626    | 7.64%  | 1        |
| URG                     | 293    | 3.58%  | 0        |
| PG                      | 69     | 0.84%  | 0        |

| 2011年5月22日自治体選挙 |        |        |          |
| 政党                    | 得票数 | 得票率 | 獲得議席 |
| BNG                     | 2,177  | 26.64% | 5        |
| PDSP                    | 2,047  | 25.05% | 5        |
| PPdeG                   | 1,753  | 21.45% | 4        |
| PSdeG-PSOE              | 1,129  | 13.82% | 2        |
| APSI                    | 481    | 5.89%  | 1        |
| ASU                     | 369    | 4.52%  | 0        |

## 教区
サダは8の教区に分けられている。
- カルノエード（サント・アンドレ）
- メイラス（サン・マルティーニョ）
- モンデーゴ（サン・シアン）
- モステイロン（サン・ニコラーオ）
- オセード（サン・シアン）
- サダ（サンタ・マリーア）
- ソニェイロ（サン・シアン）
- ベイゲ（サンタ・コンバ）

## 史蹟・歴史的建造物
都市計画と史蹟・歴史的建造物に対する認識の欠如で、多くの考古学的遺跡やモデルニスモ建築が破壊された。
今日、残っているものは以下のものである。

### カストロおよびローマ時代の遺跡
- カストロ・デ・サダ（またはカストロ・デ・リオバオ、サダ教区）
- カストロ・デ・サモエーダ（またはカストロ・デ・アグラ・ダス・アルカス、オセード教区）
- カストロ・デ・モステイロン（モステイロン教区）
- カストロ・デ・メイラス（メイラス教区）
- カストロ・デ・タイボー（カルノエード教区）
- カストロ・デ・エスピニェイロ（カルノエード教区）
- カストロ・デ・サン・アメーデ（カルノエード教区）
- カストロ・デ・プンタ・ド・カステーロ（ベイゲ教区）
- サン・ペドロ遺跡（ベイゲ教区）
- アルメンテイロ遺跡（カルノエード教区）

### 城塞・城館
- パソ・デ・サンタ・マリーア（サダ教区）
- パソ・ドス・オレイロス（サダ教区）
- パソ・ド・カストロ・デ・サモエード（オセード教区）
- パソ・ド・カストロ・エン・エンリーバ（オセード教区）
- パソ・デ・トラシン（モンデーゴ教区）
- パソ・デ・フォルティニョン（モンデーゴ教区）
- メイラスの塔（トーレス・デ・メイラス、メイラス教区）
- カサ・デ・グランシャ（またはカサ・デ・バリエ、モンデーゴ教区）

## ギャラリー

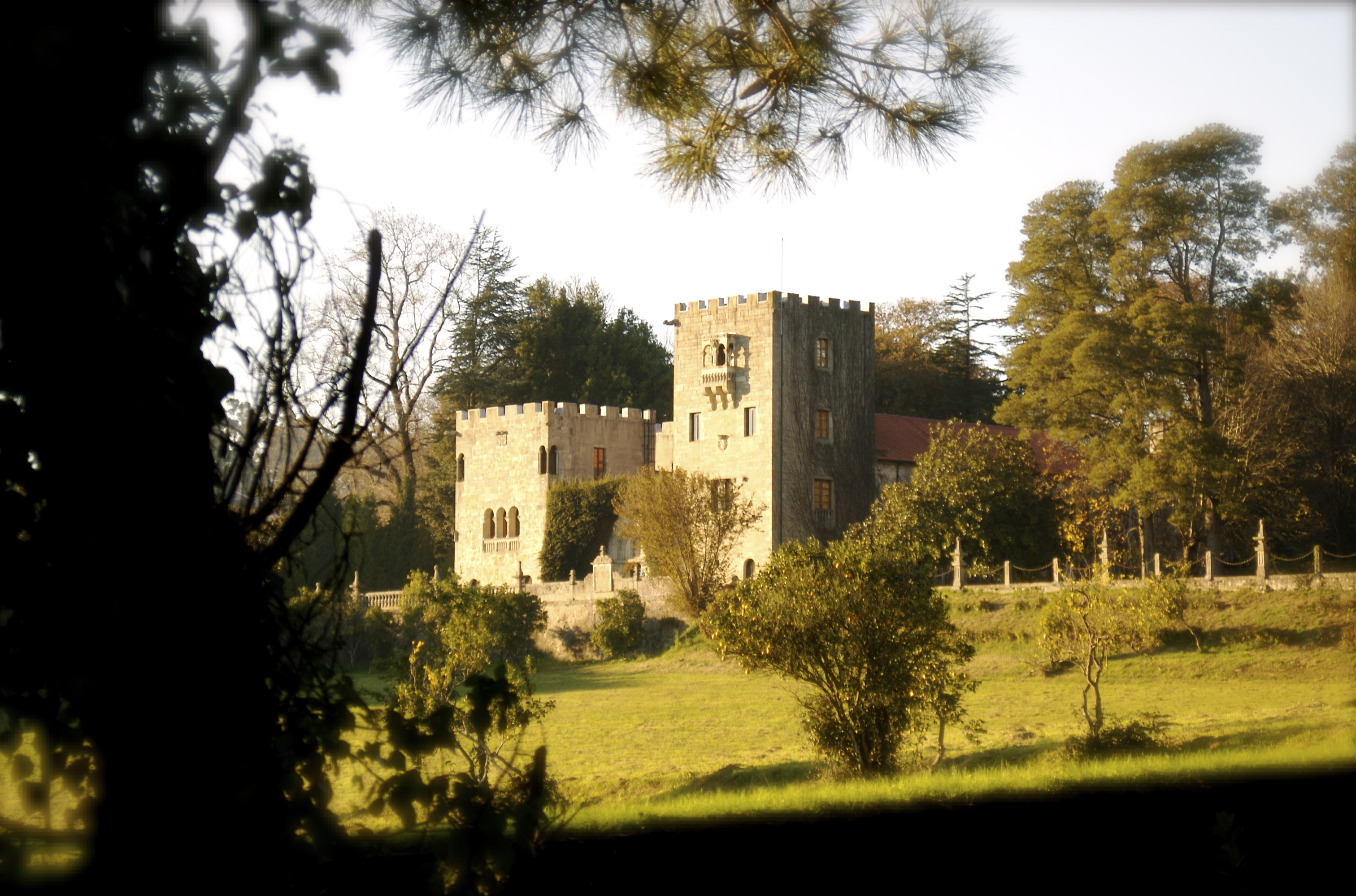
パソ・デ・メイラス（メイラス城館）
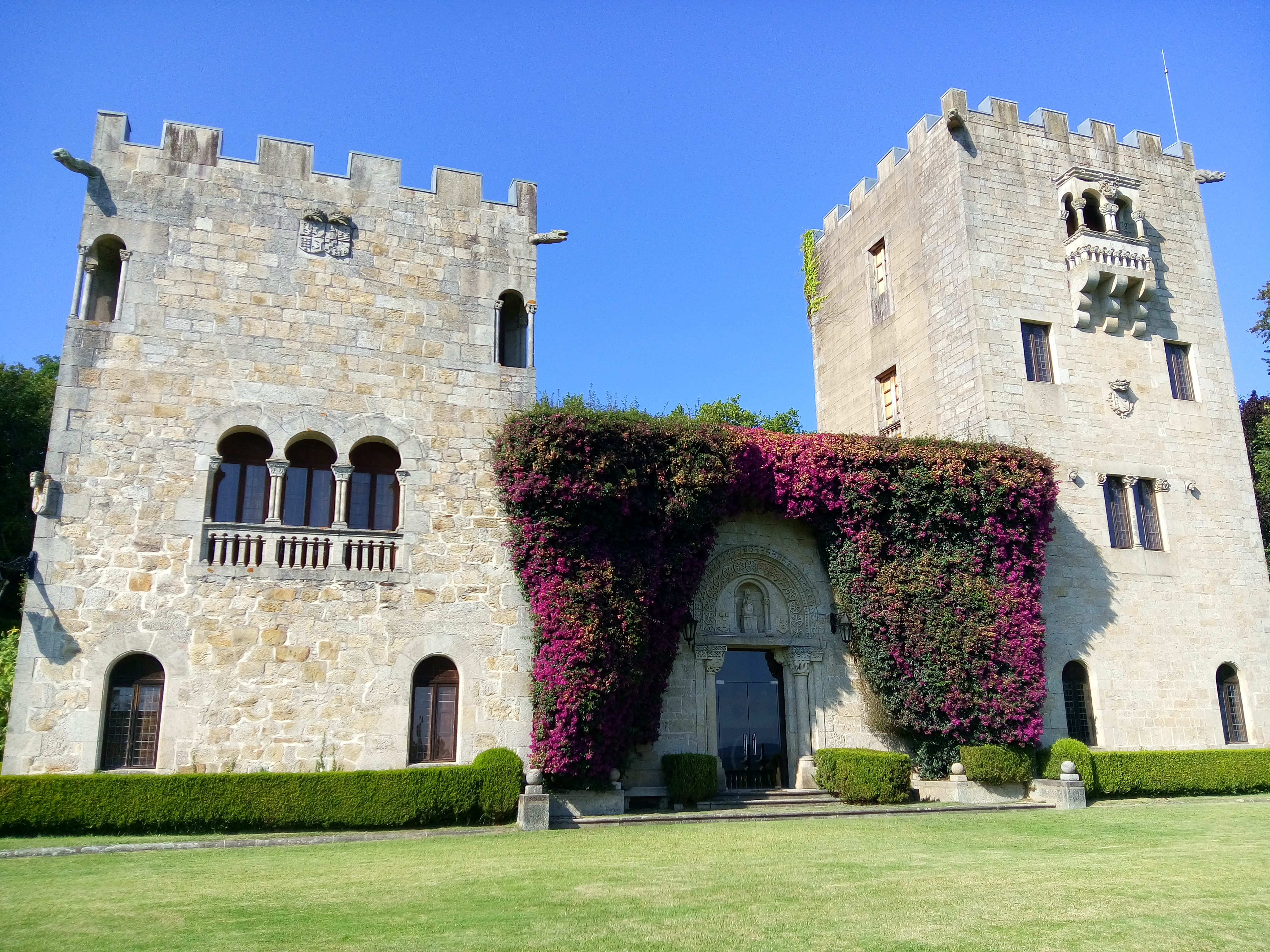
メイラスの塔